# 다이라노 도키코

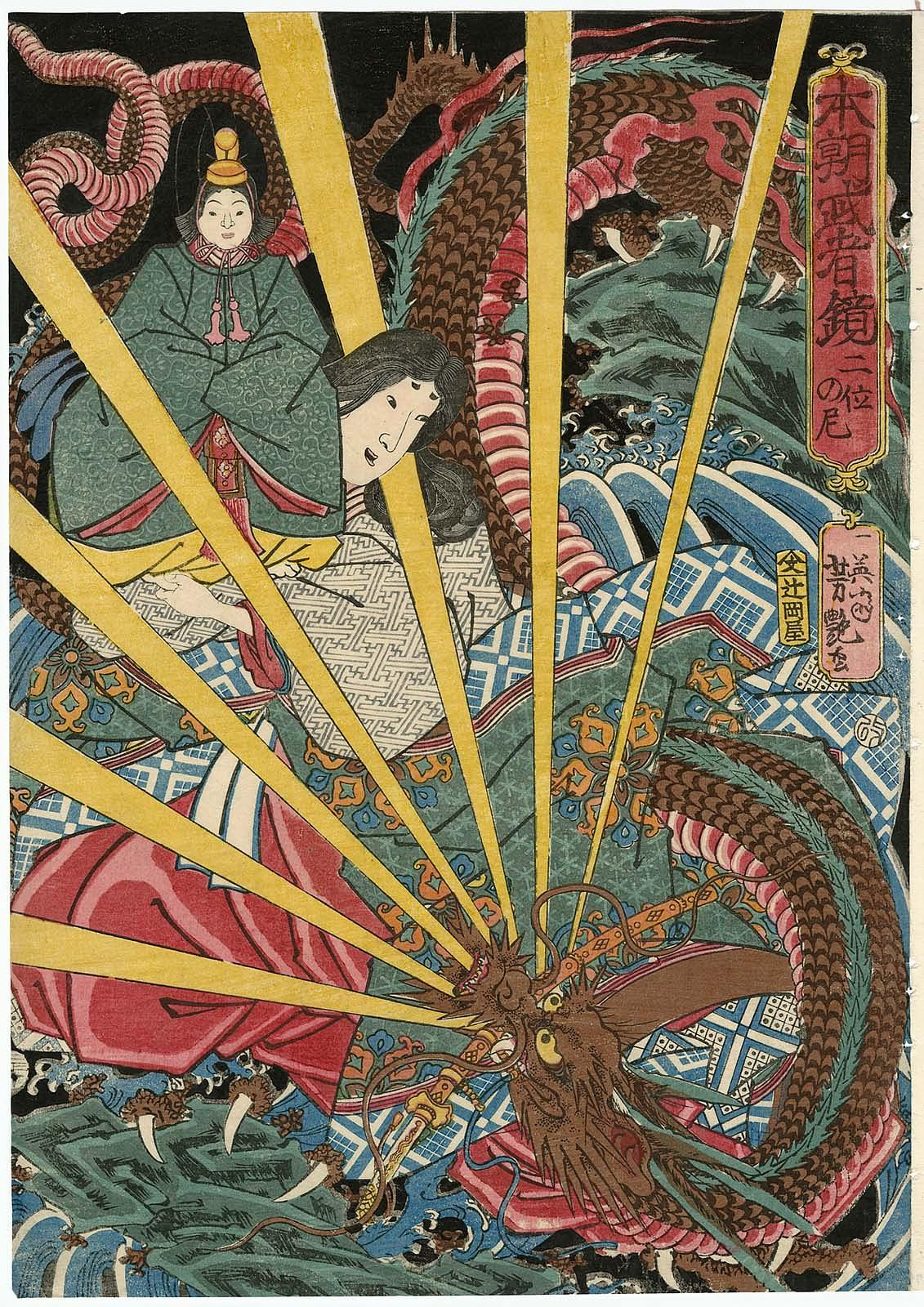
다이라노 도키코

다이라노 도키코(平時子, 1126년 ~ 1185년)는 일본 헤이안 시대 말기의 다이라노 기요모리의 둘째 부인이다. 통칭은 니노아마(二位尼). 고시라카와 천황의 처제이자 안토쿠 천황의 외조모이다.